# 에뮤 전쟁
에뮤 전쟁(Emu War)은 1932년 하반기에 유해 야생동물을 관리하기 위해서 오스트레일리아에서 시행된 군사작전이다. 당시 웨스턴오스트레일리아주 캠피언 구(Campion district)에 농작물에 피해를 줄 정도로 많은 수의 에뮤가 출몰하자 당국은 에뮤의 개체 수를 제한하려 했고, 2문의 기관총과 함께 무장한 호주 왕립포병연대 소속 군인들을 파견했다. 그러나 호주군은 당초 예상했던 목표치를 달성하지 못하고 큰 성과를 보지 못한 채 본 사업을 중단했다. 군인들이 파견되었기 때문에 소위 "전쟁"이라고 부른다. 군인들은 에뮤를 400여마리밖에 죽이지 못하였고 결국 그 밀밭은 에뮤들의 광역 번식장이 되어 개체 수 증가에 도움을 주었다.
에뮤는 주로 과일이나 풀뿌리, 곤충따위를 먹고사는 새의 일종이다. 엄청난 식성과 튼튼한 발톱을 가진 에뮤는 한 번에 최대 스무개의 알을 낳아 키울정도로 왕성한 번식력을 자랑하고 무리생활을 하는 습성을 가지고 있다. 타조처럼 날개는 장식으로 달고 다니는 이 거대 조류 무리가 건기와 가뭄 때문에 먹거리가 부족해지자 서부 개척지중 밀밭 주변으로 모여들면서 호주 서부는 전쟁터로 돌변했다.
호주정부는 최신식 루이스 기관총 2정과 만발의 탄약을 가지고 떠 나는 에뮤 토벌대에게 촬영기사까지 붙여주었다.
1932년 11월 2일부터 12월 10일까지 벌인 총 40일간의 에뮤 전쟁은 결국 호주와 영국의 동물보호단체들이 이 전쟁을 명분없는 전쟁, 추악한 전쟁으로 규정하고 반대하고 나섰다. 미미한 효과와 내외부적인 여론의 반대에 떠밀려 결국 호주 정부는 패배를 인정했고 부대를 철수시켰다.

## 배경

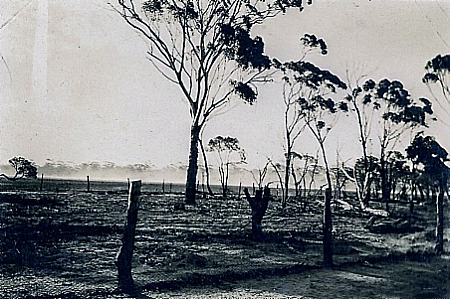
에뮤가 야기하는 흉작

제1차 세계 대전 이후 , 전쟁에 참전한 많은 퇴역 참전용사들이 호주 정부로부터 토지를 받아 서호주 내, 종종 농업적으로 주변부 지역에서 농사를 짓게 되었다. 1929년 대공황 이 시작되자 이 농부들은 밀 작물을 늘리도록 격려받았고 정부는 보조금 형태의 지원을 약속했지만 지원하지 못했다. 권장 사항과 약속된 보조금에도 불구하고 밀 가격은 계속 하락했으며, 1932년 10월에는 문제가 심화되어 농부들이 제철 작물을 수확할 준비를 하는 동시에 밀 배달을 거부하겠다고 위협했다.
20,000마리나 되는 에뮤의 도착으로 농부들이 직면한 어려움은 더욱 커졌다.  에뮤는 번식기가 지나면 내륙 지역에서 해안으로 정기적으로 이동한다. 개간된 토지와 추가 물 공급이 서호주 농부들에 의해 가축에게 제공되자 에뮤는 경작지가 좋은 서식지임을 알게 되었고 농장 영토, 특히 Chandler 와 Walgoolan 주변의 한계 경작지로 진출하기 시작했다. 에뮤는 농작물을 먹고 망쳤고 토끼가 들어갈 수 있는 울타리에 큰 틈을 남겨 더 큰 문제를 일으킬 수 있었다.
농부들은 새들이 농작물을 황폐화시키는 것에 대한 우려를 전했고, 전직 군인 대표단이 국방부 장관 인 조지 피어스를 만나기 위해 파견되었다 . 제1차 세계 대전에 참전한 군인 정착민들은 기관총의 효과를 잘 알고 배치를 요청했다. 장관은 조건이 붙었지만 기꺼이 동의했다. 총은 군인이 사용하고, 병력 수송은 서호주 정부에서 자금을 조달하고, 농부는 음식, 숙박 시설 및 탄약 비용을 제공해야 했다.  피어스는 새들이 좋은 표적 연습을 할 것이라는 근거로 배치를 지원했다. 반면 정부의 일부는 이 작전을 서호주 농부들을 돕는 방법으로 간주하여 양조 되고 있던 분리 운동을 저지하는 것으로 간주했을 수 있다는 주장도 있다. 이를 위해 Fox Movietone 의 촬영 감독이 입대했다.

## "전쟁"
군사 개입은 1932년 10월에 시작될 예정이었다.  "전쟁"은 호주 왕립 포병의 7번째 중포대의 GPW Meredith 소령의 지휘 하에 수행되었으며,  Meredith는 병사 S. McMurray와 Gunner J. O'Halloran,  2개의 루이스 경기관총과 10,000발의 탄약으로 무장했다.  그러나 에뮤가 더 넓은 지역에 흩어지게 한 기간의 강우로 인해 작업이 지연되었다.  비는 1932년 11월 2일에 그쳤다. 그 후 군대는 농부들을 도우라는 명령과 함께 배치되었고 신문 계정에 따르면 100개의 에뮤 가죽을 모아 그들의 깃털로 경마병을 위한 모자를 만들 수 있었다.

### 첫번째 시도

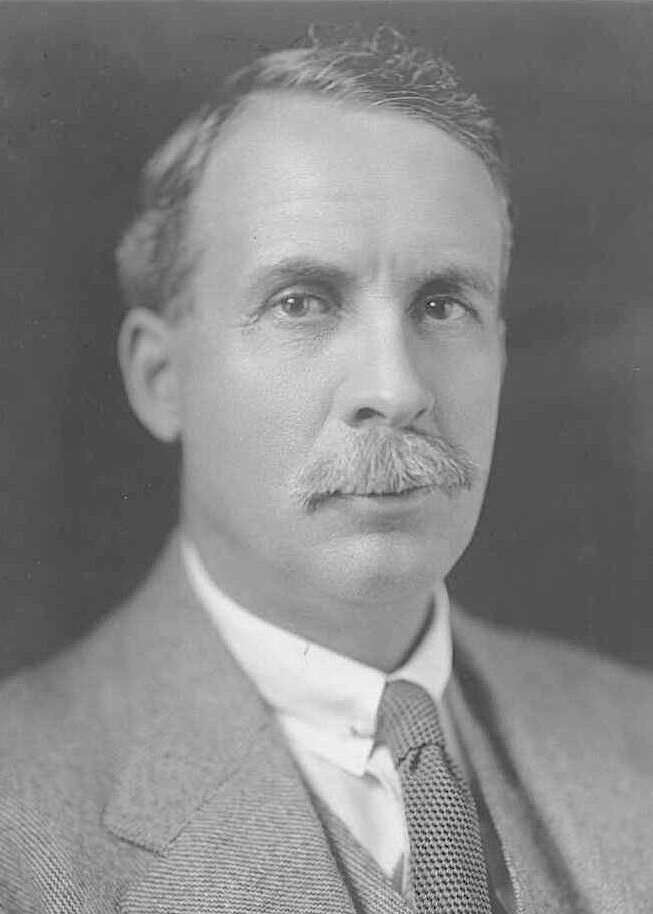
조지 피어스는 군대에게 에뮤 인구를 도태시키라고 명령했다. 이후 제임스 던 상원의원에 의해 "에무 전쟁 장관"으로 임명되었다.

11월 2일에 남자들은 약 50마리의 에뮤가 목격된 캄피온으로 여행했다. 새들이 총의 사정거리를 벗어나자 현지 정착민들이 에뮤를 매복시키려고 했으나 새들이 작은 무리로 나누어져 표적이 되기 어려웠다. 그럼에도 불구하고 기관총의 첫 번째 연속 사격은 사정거리로 인해 효과가 없었지만 두 번째 총격은 "많은" 새를 죽일 수 있었다. 같은 날 나중에 작은 무리를 만났고 "아마도 수십마리"의 새가 죽었다.
다음으로 중요한 이벤트는 11월 4일에 있었다. 메레디스는 지역 댐 근처에 매복을 설치했고 1,000마리 이상의 에뮤가 그들의 위치로 향하는 것이 목격되었다. 이번에는 포수들이 새가 가까이 올 때까지 기다렸다가 사격을 시작했다. 12마리의 새만 죽인 후 총이 막혔고 나머지는 더 이상 총에 맞기 전에 흩어졌다. 그날 새는 더 이상 보이지 않았다.
그 다음 날에, 메레디스는 새들이 "상당히 길들여졌다"고 보고된 남쪽으로 이동하기로 선택 했지만 그의 노력에도 불구하고 제한된 성공만 있었다.  캄피온에서 4일째가 되자 군대 관찰자들은 "각 무리에는 이제 자신의 지도자가 있는 것 같다. 높이가 6피트에 이르고 동료들이 파괴 작업을 수행하는 동안 감시를 유지하는 큰 검은 깃털 새가 있는 것 같다. 그리고 그들에게 우리의 접근 방식을 경고한다." 한 단계에서 메러디스는 심지어 트럭에 총 중 하나를 장착하기까지 했으나 트럭이 새를 잡을 수 없었고 포수가 너무 험난했기 때문에 효과가 없는 것으로 판명되었다. 어떤 사격도 할 수 없었다. 첫 교전 6일 후인 11월 8일까지 2,500발의 탄약이 발사되었다.  죽인 새의 수는 확실하지 않다. 한 기록에서는 50마리로 추정 하지만  다른 기록에서는 200~500마리로 추정되며 후자는 정착민이 제공한 것이다. 메러디스의 공식 보고서에 따르면 그의 부하들은 사상자가 없었다.

도태를 요약하면 조류 학자 Dominic Serventy 는 다음과 같이 말했다. 
기관총 사수의 꿈은 에뮤 군중에 대고 대포 사격을 가하는 것이었다. Emu 사령부는 분명히 게릴라 전술을 명령했고, 그 다루기 힘든 군대는 곧 군사 장비를 비경제적으로 사용하는 수많은 소규모 부대로 쪼개졌다. 따라서 몰락한 야전군은 약 한 달 만에 전투 지역에서 철수했다.
11월 8일 호주 하원 의원 들은 작전에 대해 논의했다.  "소수의" 에뮤가 죽었다는 주장을 포함하여  지역 언론에서 사건에 대한 부정적인 보도가 있은 후 피어스는 11월 8일에 군인과 총을 철수했다.

철수 후 메러디스 소령은 에뮤를 줄루족에 비유하고 중상을 입었음에도 불구하고 에뮤의 놀라운 기동성을 언급했다.
이 새들의 총알 운반 능력을 갖춘 군사 사단이 있다면 전 세계의 어떤 군대와도 맞서게 될 것이다. 그들은 탱크의 무적 능력으로 기관총을 상대할 수 있다. 그들은 덤덤한 총알도 멈출 수 없는 줄루족와 같다.

### 두번째 시도
군대가 철수한 후에도 농작물에 대한 에뮤 공격은 계속되었다. 농부들은 수천 명의 농장에 에뮤가 침입한 더운 날씨와 가뭄을 이유로 다시 지원을 요청했다. 서호주 수상인 James Mitchell 은 군사 지원 갱신을 강력히 지지했다. 동시에 기지 사령관의 보고서에 따르면 초기 작전에서 300명의 에뮤가 죽었다는 보고가 나왔다.
요청과 기지 사령관의 보고서에 따라 국방부 장관은 11월 12일까지 군사 활동 재개를 승인했다.  그는 상원 의 결정을 옹호 하면서 대규모 에뮤 인구의 심각한 농업 위협에 맞서 군인이 필요한 이유를 설명했다.  군대는 필요한 사람들을 제공할 것이라는 기대에 따라 서호주 정부에 총을 빌려주기로 동의했지만 메러디스는 주에 경험 많은 기관총 사수가 없기 때문에 다시 한 번 현장에 배치되었다.
1932년 11월 13일 현장에 출동한 군대는 처음 이틀 동안 약 40명의 에뮤를 죽이고 어느 정도 성공을 거두었다. 세 번째 날인 11월 15일에는 훨씬 덜 성공적이었지만 12월 2일까지 병사들은 매주 약 100마리의 에뮤를 죽이고 있었다. Meredith는 12월 10일에 리콜되었으며 그의 보고서에서 확인된 사살당 정확히 10발의 비율로 9,860발로 986명을 사살했다고 주장했다. 또한 Meredith는 부상당한 새 2,500마리가 그들이 입은 부상으로 인해 사망했다고 주장했다.  도태의 성공을 평가하면서 1935년 8월 23일 Coolgardie Miner 의 기사에 따르면 기관총의 사용이 "많은 부분에서 비판을 받았지만 그 방법이 효과적임이 입증되었고 밀의 잔존물을 구했다"고 했다.

## 여파
도태과 관련된 문제에도 불구하고, 이 지역의 농민들은 1934년, 1943년 및 1948년에 다시 한 번 군사 지원을 요청했지만 정부에 의해 거절 당했다. 대신, 1923년에 시작되었던 현상금 체계는 계속되었고, 이것은 효과적임이 입증되었다: 1934년에 6개월 동안 57,034개의 현상금이 청구되었다.
1932년 12월, 에뮤 전쟁에 대한 소문이 퍼지면서 영국이 도착했다. 그곳의 일부 보존 주의자들은 도태를 "희귀한 에뮤의 몰살"이라고 항의했다. 저명한 호주 조류학자 도미닉 세르벤티와 휴버트 휘텔은 "전쟁"을 "새들의 대량 살상 시도"라고 묘사했다.
1930 년 이후로, 장벽 울타리는 농업 지역 (딩고 및 토끼와 같은 다른 해충 이외에)에서 에무스를 유지하는 인기있는 수단이되었다.
1950년 11월, 휴 레슬리는 연방 의회에서 에무스 문제를 제기하고 요시아 프란시스 육군 장관에게 농민 사용을 위해 군대에서 .303 탄약을 방출할 것을 촉구했다. 장관은 탄약 500,000 라운드의 방출을 승인했다.

## 같이 보기
- 제사해 운동